# San Mauro Cilento
San Mauro Cilento község (comune) Olaszország Campania régiójában, Salerno megyében.

## Fekvése
A megye nyugati részén fekszik, a Tirrén-tenger partján. Határai: Montecorice, Pollica, Serramezzana és Sessa Cilento.

## Története
Első említése 1092-ből származik. A következő századokban nemesi birtok volt. A 19. században nyerte el önállóságát, amikor a Nápolyi Királyságban felszámolták a feudalizmust.

## Népessége
A népesség számának alakulása:

## Főbb látnivalói
- San Mauro-templom